# José Rodrigo Rodrigo
José Rodrigo Rodrigo   (Ceuta, 26 de desembre de 1928 - 21 d'octubre de 2016) va ser un militar espanyol, que va ser cap d'Estat Major de la Defensa (JEMAD) entre 1992 i 1996, substituint a l'almirall Gonzalo Rodríguez Martín-Granizo.

## Biografia
Natural de Ceuta, es va incorporar a l'Exèrcit en l'arma d'infanteria en 1943 com a voluntari, ingressant en el Regiment d'Infanteria "Flandes" n. 30, llavors a Vitòria. Quatre anys després va accedir a l'Acadèmia General Militar, on en 1951 va ser nomenat tinent i número u de la seva promoció. Va ser pioner entre els oficials i caps militars espanyols a acudir a formar-se en cursos a l'exterior.
Va desenvolupar la seva carrera a l'Exèrcit de Terra amb destinacions al comandament d'unitats i en llocs de responsabilitat i prefectura en el Ministeri de Defensa. Va aconseguir el generalat en 1982. Així, va complementar els cursos de formació d'Estat Major en Estats Units i va ocupar com a oficial i cap diversos destinacions, entre els quals s'assenyalen l'agregaduria militar adjunta a l'ambaixada d'Espanya a Argentina, a l'Escola d'Estat Major, com a secretari de la Comissió Espanyola d'Estats Majors peninsulars i al comandament del Regiment d'Infanteria Lleugera "Isabel la Catòlica" n. 29 successivament. Amb destinacions administratives després, com a coronel va ser sotsdirector de Política de Defensa per a Assumptes Internacionals. Va mantenir la destinació quan va arribar a general de brigada i, en 1987, ja com a general de divisió, va ser nomenat general cap de la Divisió Cuirassada Brunete.
Un any més tard, en 1988, va passar a formar part del Estat Major de l'Exèrcit de Terra, on va aconseguir la segona prefectura. Va obtenir l'ocupació de tinent general en 1989, convertint-se a titular d'una capitania general en rebre el comandament de la I Regió Militar (Madrid), abans que es fes la reforma que va eliminar les regions militars. Al desembre de 1992, a punt de passar a la reserva, va substituir com JEMAD a l'almirall Gonzalo Rodríguez Martín-Granizo —que havia mort en el càrrec a causa d'un vessament cerebral—, sent president del govern Felipe González. a cessar com a cap d'Estat Major de la Defensa en l'estiu de 1996, ja format el primer gabinet de José María Aznar, i el va substituir el tinent general Santiago Valderas Cañestro.
Membre de la Real i Militar Orde de Sant Ferran, que va presidir, i gran canceller de la de Sant Hermenegild, va ser membre del Consell d'Estat en qualitat de conseller nat en abandonar el seu lloc com JEMAD. Estava en possessió de les creus amb distintiu blanc de la Orde del Mèrit Militar, de l'Orde del Mèrit Aeronàutic i de l'Orde del Mèrit Naval. Va ser ascendit a títol honorífic a general d'Exèrcit en 1999 i era, al temps de morir, el militar espanyol amb més anys de servei en els exèrcits.